# Drepanaphis simpsoni
Drepanaphis simpsoni är en insektsart. Drepanaphis simpsoni ingår i släktet Drepanaphis och familjen långrörsbladlöss. Inga underarter finns listade i Catalogue of Life.